# Мікаель Нюдаль
Бу Мікае́ль Ню́даль (швед. Bo Mikael Nydahl, 13 травня 1973, Мальме) — шведський перекладач із англійської, білоруської, литовської, норвезької, російської та української мов, видавець і університетський викладач.

## Біографічні дані
Мікаель Нюдаль народився в мальмській парафії Фосі першим із шести дітей у сім'ї письменника, видавця, перекладача й журналіста Тумаса Нюдаля (* 1952). До 1983 року мешкав у Мальме, а тоді в Толларпі. Проживає у Кноппарпі, неподалік Лінденреда. У цивільному шлюбі з перекладачкою й письменницею Лідою Стародубцевою. У подружжя троє власних дітей і дитина після першого шлюбу. У 2020—2021 роках Нюдаль викладав теорію перекладу у Валандській академії, підпорядкованій Гетеборзькому університету.

## Літературна й видавнича діяльність
У 2006—2016 роках Нюдаль був випусковий редактор літературного журналу «Kritiker» («Критики»).
Улітку 2022 року Нюдаль став одним із ініціаторів проєкту «Ukraina berättar» («Україна розповідає»), який забезпечує українським драматургам резиденції на півдні Швеції та замовляє шведські переклади сучасної української драматургії.

## Переклади з англійської
- Ralph Waldo Emerson. «Naturen» (Ralph Waldo Emerson Emerson. «Nature»). — Tollarp: Studiekamraten, 1993. — 109 s. ISBN 9197177466
- John Cowper Powys. «Självbiografin» (John Cowper. «Autobiography»). — Tollarp: Ariel Förlag, 2009. — 669 s. ISBN 9789197554053 (спільно зі Свеном Еріком Текмарком)

## Переклади з білоруської
- Eva Vezjnavets. «Vad söker du, varg?» (Ева Вежнавец. «Па што ідзеш, воўча?»). — Ersatz, 2024. — 144 s. ISBN 9789188913890

## Переклади з литовської
- Sigitas Geda. «Fallande Ängel i Palanga» (Sigitas Geda. «Angelas krintantis Palangoj»). — Ariel Förlag, 2001. — 149 s. ISBN10: 9188821013
- Eugenijus Ališanka. «Gudaben» (Eugenijus Ališanka. «Dievakaulis»). — Ariel Förlag, 2002. — 48 s. ISBN10: 9197420220 (спільно з Анною Гаррісон, Кріною Нюнес і Ліаною Руокіте)
- Sigitas Parulskis. «En hund av marmor» (Sigitas Parulskis. «Marmurinis šuo»). — Ariel Förlag, 2005. — 181 s. ISBN 9197475696
- Leonardas Gutauskas. «Breven från Viešvilė» (Leonardas Gutauskas. «Laiškai iš Viešvilės»). — Ariel Förlag, 2006. — 129 s. ISBN 9197554014 (спільно з Ліаною Руокіте)

## Переклади з норвезької
- Arve Kleiva. «Livet på landet / Gustaf Haarnack» (Арве Клейва. «Життя на селі: Ґустаф Горнак»). — Ariel Förlag, 2011. — 150 s. ISBN 9789197757874

## Переклади з російської
- Gennadij Ajgi. «Samtal på avstånd: Essäer; Intervjuer; Dikter» (Геннадий Айги. «Разговор на расстоянии: эссеи, интервью, стихи»). — Ariel Förlag, 2008. — 236 s. ISBN 9789197554060 (спільно з Аннікою Бекстрем і Ґунаром Вернессом)
- Sergej Zavjalov. «Melik & tal» (Сергей Завьялов. «Мелика»). — Ariel Förlag, 2009. — 126 s. ISBN 9789197554084
- Velimir Khlebnikov. «Tidens ingenkonge» (Велимир Хлебников. «Король времени»). — Aschehoug, 2011. — 184 s. ISBN 9788203199714 (перекладено норвезькою, спільно з Ґуннаром Вернессом)
- Jelena Guro. «Himmelens kamelføll» (Елена Гуро. «Небесные верблюжата»). — Den grønne malen, 2011. — 63 s. ISBN 9788293096016 (перекладено норвезькою, спільно з Ґуннаром Вернессом)
- Jelena Guro. «Himlens kamelföl» (Елена Гуро. «Небесные верблюжата»). — Ellerströms, 2011. — 47 s. ISBN 9789172472655 (ISBN10: 9172472650)
- Maksim Kurotjkin. «Bento Bontjevs Klass» (Максим Курочкин. «Класс Бенто Бончева»). — 2011 (спектакль)
- Olga Sedakova. «Portar, fönster, valv» (Ольга Седакова. «Ворота, окна, арки»). — Stockholm: Wahlström & Widstrand, 2012. — 184 s. ISBN 9789146221340, 9146221344
- Olga Slavnikova. «2017» (Ольга Славникова. «2017»). — Ersatz, 2013. — ISBN 9789187219542 (ISBN10: 9187219549)
- «Cirkelns kvadratur» / antologi («Квадратура круга» / антология). — Ersatz, 2013. — 294 s. ISBN 9789187219429 (ISBN10: 9187219425)
- Anna Starobinets. «Den levande» (Анна Старобинец. «Живущий»). — Coltso, 2014. — 387 s. ISBN 9789187219818 (ISBN10: 9187219816)
- Nick Perumov. «Svarta lansen» (Ник Перумов. «Чёрное копьё». — Coltso, 2015. — 703 s. ISBN 9789187893063 (ISBN10: 9187893061)
- Anatolij Martjenko. «Lev som alla andra» (Анатолий Марченко. «Живи как все»). — Ariel Förlag, 2016. — 267 s. ISBN 9789187605239 (ISBN10: 9187605236)
- Gennadij Ajgi. «Grodd» (Геннадий Айги. «Росток»). — Ellerströms, 2017. — 48 s. ISBN 9789172474703
- Guzel Jachina. «Zulejcha öppnar ögonen» (Гузель Яхина. «Зулейха открывает глаза»). — Ersatz, 2019. — 517 s. ISBN-10: 9187891654, ISBN-13: 978-9187891656
- Eva Lisina, Gennadij Ajgi. «Sånger från nedre Tjuvasjien» (Ева Лисина, Геннадий Айги. «Песни из Нижней Чувашии»). — Ariel Förlag, 2017. — 315 s. ISBN 9789187605338 (спільно з Аннікою Бекстрем)
- Liza Alexandrova-Zorina. «Internet bakom taggtråden» (Лиза Александрова-Зорина. «Интернет за колючей проволокой»). — Ariel Förlag, 2018. — 30 s. ISBN 9789187605437
- Alisa Ganijeva. «Var hör jag hemma?» (Алиса Ганиева. «К чему я принадлежу?»). — Ariel Förlag, 2019. — 23 s. ISBN 9789187605376
- Andrej Kurejtjyk. «Sista droppen Belarus(sia)» (Андрей Курейчик. «Обиженные»). — Ariel Förlag, 2020. — 53 s. ISBN 9789187605451
- Galina Rymbu. «Livsrymd» (Галина Рымбу. «Жизнь в пространстве»). — Ellerströms, 2020. — ISBN 9789172475984 (ISBN10: 9172475986) (спільно з Ідою Бер'єль)
- Michail Sjisjkin. «Erövringen av Izmail» (Михаил Шишкин. «Взятие Измаила»). — Ersatz, 2020. 477 s. ISBN 789187891885
- Jelena Schwartz. «Luftevangeliet» (Елена Шварц. «Воздушное евангелие»). — Ars Interpres Publication, 2021. — 68 s. ISBN 9789198643992 (спільно з Гоканом Санделлем й Аланом Асайдом)
- «Röda korset» (Саша Филипенко. «Красный крест»). — Ersatz, 2021. — 231 s. ISBN 9789188913388
- Dmitrij Strotsev. «Belarus: Motståndets Konst» (Дмитрий Строцев. «Искусство народного неповиновения». — Ariel Förlag, 2021. — 20 s. ISBN 9789187605475
- Svetlana Aleksijevitj och andra. «Ett år i Belarus» (Светлана Алексиевич и др. «Год в Беларуси»). — Bokförlaget Atlas, 2021. — 285 s. ISBN 9789174450019 (ISBN10: 9174450018) (спільно з Ідою Бер'єль)
- Dmitrij Strotsev. «Belarus på hodet» (Дмитрий Строцев. «Беларусь вверх тормашками». — H//O//F, 2022. — 61 s. ISBN 9788284170299 (перекладено норвезькою, спільно з Ґуннаром Вернессом)
- Sergej Lebedev. «Sandarmoch: när gravarna talar» (Сергей Лебедев. «Сандармох»). — Ariel Förlag, 2022. — 32 s. ISBN 9789187605529
- Ljudmila Ulitskaja. «Bara pest» (Людмила Улицкая. «Просто чума»). — Ersatz, 2022. — 124 s. ISBN 9789188913401
- Galina Rymbu. «Spår (Lviv 2022)» (Галина Рымбу. «След — Львов, 2022»). — Ariel Förlag, 2022. — 36 s. ISBN 9789187605536
- Sasja Filipenko. «Kremulator» (Саша Филипенко. «Кремулятор»). — Ersatz, 2023. — 253 s. ISBN 9789188913838
- Jana Kutjina. «Jag börjar med mig själv» (Яна Кучина. «Я начинаю с себя»). — Ariel Förlag, 2023. — 49 s. ISBN 9789187605550
- Natalia Vorozjbyt. «Bad roads» (Наталия Ворожбит. «Плохие дороги») — п'єса, перекладена для Гетеборзького міського театру, 2023

## Переклади з української
- Oksana Zabuzhko. «Fältstudier i ukrainskt sex» (Оксана Забужко. «Польові дослідження з українського сексу»). — Stockholm: Norstedts, 2006. — 184 s. ISBN (ISBN10: 9113013955) (спільно з Іриною Волчанською)
- Andrij Osavoljuk. «Processen mot Oleg Sentsov» (Андрій Осаволюк. «Справа Олега Сенцова»). — [Linderöd]: Ariel Förlag, 2018. — 36 s. ISBN 9789187605383
- Andrii Bondarenko. «Spökhuset / Varför. Vi. Flydde. Från. Donbas» (Андрій Бондаренко. («Дім з привидами / Чому. Ми. Втекли. З Донбасу»). — Ukrainian Drama Translations (спільно з Діаною Добродій)
- «Dikter av Daryna Gladun». Сайт Шведського ПЕН-клубу «Pen Opp». Опубліковано 14.04.2022 — вірші Дарини Гладун
- «Under Ukrainas öppna himmel. Röster ur ett krig» («Під відкритим небом України. Голоси з війни»). — Ariel Förlag, 2022. — 288 s. ISBN 978-91-87605-48-2. Антологія поезії українських поетів. Упорядкував і редагував спільно з Саґіром Холодом, перекладав спільно з групою перекладачів
- Olena Stepanenko, Hanna Komar. «Det är vi som är törnriset nu» (Олена Степаненко, Ганна Комар. «Це ми тепер колемося»). — Ariel Förlag, 2022. — 39 s. ISBN 9789187605499 (спільно з Діаною Добродій і Ганною Комар)
- Volodymyr Zelenskyj. «Ett budskap från Ukraina» (Володимир Зеленський. «Вістка з України» — промови 2019—2022 років). — Fri Tanke, 2023. — 153 s. ISBN 9189526244, 9789189526242

## Нагороди і відзнаки
- 2021 Стипендія Ельси Свенсон[sv] — «за те, що він розширює погляди не тільки на наші сусідні країни, а й на весь світ»[4]
- 2022 Стипендія Ґун і Улофа Енквістів[sv][5]
- 2022 Премія газети «Крістіанстадсбладет» у галузі культури та розваг[sv][6]